# Tephritohypotyphla biseta
Tephritohypotyphla biseta är en tvåvingeart som beskrevs av Vanschuytbroeck 1963. Tephritohypotyphla biseta ingår i släktet Tephritohypotyphla och familjen Pyrgotidae.
Artens utbredningsområde är Kongo. Inga underarter finns listade i Catalogue of Life.